# Tulana
Tulana (łac. Diocesis Tulanensis) – stolica historycznej diecezji w Cesarstwie rzymskim w prowincji Afryka Prokonsularna, sufragania metropolii Kartagina. Współcześnie w Tunezji. Obecnie katolickie biskupstwo tytularne.

## Biskupi tytularni
| Lp. | Biskup                       | Funkcja                                          | Od                | Do               |
| --- | ---------------------------- | ------------------------------------------------ | ----------------- | ---------------- |
| 1   | Joseph Bonhomme              | biskup pomocniczy Basutolandu (Lesotho)          | 25 kwietnia 1933  | 6 sierpnia 1973  |
| 2   | Salvatore De Giorgi          | biskup pomocniczy Oria (Włochy)                  | 21 listopada 1973 | `7 marca 1978    |
| 3   | Manuel Sobreviñas            | biskup pomocniczy Manili (Filipiny)              | 7 kwietnia 1979   | 25 lutego 1993   |
| 4   | Patrick O’Donoghue           | biskup pomocniczy Westminsteru (Wielka Brytania) | 18 maja 1993      | 5 czerwca 2001   |
| 5   | Heinrich Timmerevers         | biskup pomocniczy Münster (Niemcy)               | 6 lipca 2001      | 29 kwietnia 2016 |
| 6   | Otacílio Ferreira de Lacerda | biskup pomocniczy Belo Horizonte (Brazylia)      | 21 grudnia 2016   | 19 czerwca 2019  |
| 7   | Ołeksandr Jazłowecki         | biskup pomocniczy kijowsko-żytomierski (Ukraina) | 18 września 2019  |                  |